# North Harbour Stadium

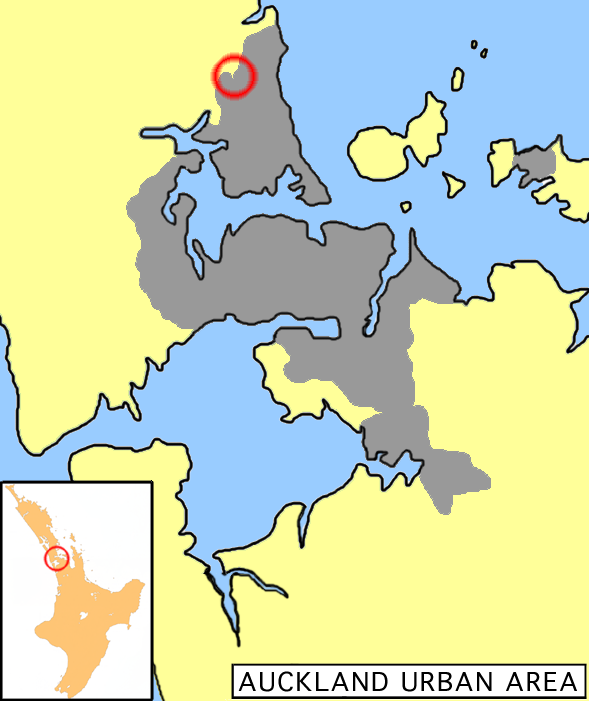
Lokalizacja stadionu w Auckland

North Harbour Stadium – stadion znajdujący się w Albany na przedmieściach Auckland w Nowej Zelandii służący do rozgrywania meczów piłki nożnej oraz obydwu odmian rugby zarówno na poziomie krajowym, jak i międzynarodowym, a także innych imprez masowych, w tym koncertów.

## Obiekt
Stadion został zaprojektowany przez firmę architektoniczną Creative Spaces i wyróżnia się charakterystycznym dachem w kształcie łuku o długości 180 metrów i w najwyższym punkcie osiągającym 38 metrów.
Oficjalnie na meczach Pucharu Świata w Rugby 2011 mogło przebywać 30 000 osób, a standardowa pojemność stadionu wynosi 25 000 widzów, w tym ponad 19 000 na miejscach siedzących:
- wschodnia trybuna kryta (Grandstand) włączając loże – 12 109 widzów
- zachodnia trybuna odkryta (Open Stand) – 7 530 widzów
- północny (Family Embankment) i południowy (Scoreboard Embankment) nasyp ziemny – 5 361 osób.

Oświetlenie zapewniają cztery 45-metrowe słupy oświetleniowe o mocy 2100 luksów.
Kompleks stadionu obejmuje 23 hektary i znajduje się tam również pięć innych boisk, w tym jedno ze sztuczną murawą, którego budowa była współfinansowana przez FIFA w ramach programu Goal.

## Historia
Stadion został oddany do użytku w 1997 r. kosztem 41 mln NZD po dziesięciu latach planowania i budowy. Już po trzech latach od otwarcia pojawiły się problemy z wypełnieniem grafiku, a co za tym idzie również możliwość odroczenia spłaty zaciągniętych na jego budowę kredytów. Obecność w okolicy dodatkowo jeszcze kilku obiektów – Mount Smart Stadium, Growers Stadium, Western Springs Stadium, Carlaw Park, a w szczególności Eden Park z powodzeniem zaspokajała zapotrzebowanie na organizowanie ograniczonej przecież liczby imprez sportowych i kulturalnych.
Problemy finansowe spowodowały konieczność zaciągnięcia nieoprocentowanych pożyczek od rady miasta – 6 mln NZD w 2000 roku i 4,1 oraz 2,8 mln w roku 2002. Nie udało się również sprzedać praw do nazwy obiektu i w 2006 roku rada miasta przejęła jego długi, w wysokości 30 mln NZD, włączając w to spłatę kredytu, którego była gwarantem.
Pod koniec 2007 roku została wymieniona dwudziestoletnia elektroniczna tablica wyników, a kosztująca 625 tys. NZD nowa wieża komentatorsko-telewizyjna została oddana do użytku 30 sierpnia 2011 roku zastępując starą, która będąc w założeniu tymczasowym rozwiązaniem, funkcjonowała przez jedenaście lat.
Od 1 stycznia 2014 roku stadion nosi sponsorską nazwę QBE Stadium, a umowa została podpisana na pięć lat.

## Piłka nożna
Obiekt był stadionem domowym nieistniejącego już zespołu New Zealand Knights FC występującego w latach 2005–2007 w A-League
Prócz meczów rozgrywanych przez All Whites, czy też lokalnych rozgrywek stadion gościł również m.in. następujące imprezy:
- finał Chatham Cup w latach 1998–2010 (z wyjątkiem 2002 i 2007)[27]
- Mistrzostwa Świata U-17 w Piłce Nożnej 1999[28]
- eliminacje strefy OFC do MŚ 2002[29]
- Puchar Narodów Oceanii 2002[30]
- Klubowe Mistrzostwa Oceanii w Piłce Nożnej 2006[31]
- Mistrzostwa Świata U-17 w Piłce Nożnej Kobiet 2008 (w tym mecze o medale)[32]
- Puchar Narodów Oceanii 2008[33]
- Mistrzostwa Oceanii U-17 w Piłce Nożnej 2009[34]
- Kobiecy Puchar Narodów Oceanii 2010[35]
- Mistrzostwa Oceanii U-17 w Piłce Nożnej 2011[36][37]
- Mistrzostwa Oceanii U-20 w Piłce Nożnej 2011[38]
- Mistrzostwa Świata U-20 w Piłce Nożnej 2015[39].

## Rugby union
Na co dzień obiekt użytkuje miejscowa drużyna North Harbour, a okazjonalnie występuje tam drużyna Blues w ramach rozgrywek Super Rugby.
Stadion gościł spotkania Black Ferns oraz mecze w ramach Pucharu Narodów Pacyfiku: Junior All Blacks w 2006 oraz New Zealand Māori w 2008. W czerwcu 2014 roku był jedną z aren Mistrzostw Świata Juniorów 2014.
Drużyna All Blacks na tym stadionie rozegrała dotychczas sześć spotkań:
- 14 czerwca 1997 z Fidżi[47]
- 18 czerwca 1999 z Samoa[48]
- 16 czerwca 2000 z Tonga[49]
- 16 czerwca 2001 z Samoa[50]
- 10 lipca 2004 z Pacific Islanders[51]
- 10 czerwca 2005 z Fidżi[52].

### Puchar świata w rugby
Stadion był areną Pucharu Świata w Rugby w 2011 – planowane były do rozegrania trzy, a ostatecznie zostały rozegrane cztery mecze w fazie grupowej.
Do zakończenia przebudowy Eden Park był oficjalnym rezerwowym stadionem, na którym miałby się odbyć mecz finałowy tej imprezy.

## Rugby league
Na tym obiekcie drużyna New Zealand Warriors od dekady rozgrywa spotkania w ramach przygotowań do sezonu National Rugby League. Jest on również areną meczów reprezentacji kraju.

## Inne wydarzenia
Na obiekcie koncertowali m.in. The Who, Leonard Cohen, Carlos Santana, Roger Waters, John Farnham i Stevie Nicks, The Corrs, Bryan Adams i Luciano Pavarotti.
Wystawione zostały na nim również przedstawienia operowe: Carmen i La Traviata.
Stadion bywa też areną zmagań motocyklistów. W 2010 r. odbyła się na nim jedna z rund Australasian Supercross Championship, a w 2011 r. pokazy w ramach Nitro Circus Live.
Kilkukrotnie na terenie stadionu odbyły się degustacje i gale w ramach Air New Zealand Wine Awards – nagród nowozelandzkiego przemysłu winiarskiego.